# OpenEXR
OpenEXR，或简称为exr格式，是一种开放标准的高动态范围图像格式，在计算机图形学里被广泛用于存储图像数据，但也可以存储一些后期合成处理所需的数据。OpenEXR最早由工业光魔开发，并在一个类似BSD许可证的自由软件许可证下发布，其发布的软件包里带有一些处理exr图像格式的工具。
最早使用OpenEXR格式的电影，是哈利·波特与魔法石，从那以后，OpenEXR成了光影魔幻工業主要使用的图像文件格式，工业光魔所有正在制作的影片都用到了这个图像格式。
OpenEXR的多级分辨率和任意数据通道存储使其非常适合用于合成，它能把高光（specular）、漫射（diffuse）、阴影、Alpha通道、RGB、法线和其他对后期合成有用的数据存储于一个文件里，如果对三维渲染出来的图像画面高光或漫射不满意，合成师可以根据导演要求在合成软件里对指定的通道进行调整。

## OpenEXR特性
可存储比常规的8位和10位图像格式更高的动态范围和颜色精度。
支持16位浮点数、32位浮点数和32位整数的像素颜色值。16位浮点数格式，工业光魔称之为半浮点数，它表示的颜色数值，由一个符号位，五个指数位和十个浮点数位组成，这使其能存储超过30级曝光的动态图像亮度范围，它和英伟达的Cg语言的半浮点数类型兼容，并且他们最新的GeForce FX和Quadro FX 3D图形卡也内置支持exr格式。
OpenEXR支持多种无损和有损图像压缩算法，一些内置的编码，在压缩带有胶片颗粒的图像时，能达到2:1的无损压缩率。

### 支持的压缩算法
OpenEXR内置三种无损压缩算法，包括两种不同的zip压缩算法，对于没有很多噪点的图像，这两种zip压缩方法最有效，而PIZ压缩算法则更适合于噪点较多的图像，渲染exr格式图像时通常有以下压缩选项：
None无压缩。
RLE这是一种和TGA图像格式的标准压缩算法相似的一种压缩算法。
zip（单行）对单行像素信息使用zip方式的压缩。
zip（16行像素块）这是对16行像素块进行的zip方式压缩，对胶片噪点不多的计算机绘制图像是最有效的压缩算法。
PIZ（小波压缩）这是一种新的结合小波和霍夫曼编码的压缩算法，对噪点比较多的图像最为有效。
PXR24（24位数据转换后再进行zip压缩）这个来自皮克斯的压缩算法，先把数据转换为24位，再进行zip压缩，它对于16位和32位整数值数据是无损的，但对于32位浮点数据则有轻微损失。
B44这对半浮点数数据是有损的，对32位浮点数据则不进行压缩。
B44A对相同颜色的区域进行进一步压缩，是对B44的扩展，常规B44压缩则无视图像的内容。
可扩展，通过扩展exr的C++类，可以支持新的压缩编码和图像类型；新的图像属性（字符串、矢量、整数等），可添加到exr图像的文件头里，而不破坏已有软件包的兼容性。
要了解OpenEXR的完整技术信息，请参阅openexr.org网站的技术文档。

## OpenEXR源码组件
OpenEXR发布的源码里，包括以下几个部分：
- IlmImf，一个读写exr图像的程序库；
- Half，一个C++类，可以像操作其他C++内置数据类型那样，操作半浮点数值；
- Imath，一个数学程序库，支持矩阵，二维和三维变换，线性、二次和三次方程组求解等；
- exrdisplay，一个显示exr图像的示例程序。

## 历史
OpenEXR由工业光魔于2000年开发，并于2003年公开发布。
2012年6月18日，第一个公开测试版OpenEXR 2.0发布，引入了深度数据支持，并支持把多个独立但相关的图像存储在单个文件里，并且可以单独读取各部分。
2013年4月9日，工业光魔和Weta數位一起发布了OpenEXR 2.0版。除了测试版引入的新功能外，OpenEXR 2.0还引入了名字空间支持，以避免不同软件包不同文件版本之间的冲突。有多家公司对这个版本的OpenEXR做出了贡献，皮克斯在微软公共许可证下贡献出了他们的DtexToExr转换工具代码，排除了可能的专利争议；Autodesk为实时后期制作流程提供了优化。